# 10. sklic Evropskega parlamenta
Deseti Evropski parlament je bil izvoljen na evropskih volitvah 2024 in bo predvidoma zasedal do prihodnjih volitev 2029.

## Glavni dogodki
- 6. – 9. junij 2024: volitve v Evropski parlament 2024
- 16. – 19. julij 2024: ustanovna seja 10. Evropskega parlamenta
  - 16. julij: izvolitev Roberte Metsola za predsednico Evropskega parlamenta
  - 18. julij: izvolitev Ursule von der Leyen za predsednico Evropske komisije

## Sestava

### Trenutna sestava
| Evropska skupina (2024-29) povezane evropske politične stranke | Evropska skupina (2024-29) povezane evropske politične stranke | Evropska skupina (2024-29) povezane evropske politične stranke | Mandati   |
| -------------------------------------------------------------- | -------------------------------------------------------------- | --- | --------- |
|                                                                | EPP                                                            | Evropska ljudska stranka (EPP) | 188 / 720 |
|                                                                | S&D                                                            | Napredno zavezništvo socialistov in demokratov Stranka evropskih socialistov (PES)                                                                                         | 135 / 720 |
|                                                                | Patriots                                                       | Domoljubi za Evropo Stranka identitete in demokracije (ID) Zavezništvo konservativcev in reformistov v Evropi (ECR) Evropsko krščansko politično gibanje (ECPM)            | 84 / 720  |
|                                                                | ECR                                                            | Evropski konservativci in reformisti Zavezništvo konservativcev in reformistov v Evropi (ECR) Evropsko krščansko politično gibanje (ECPM)                                  | 78 / 720  |
|                                                                | Renew                                                          | Renew Europe Zavezništvo liberalcev in demokratov za Evropo (ALDE) Evropska demokratska stranka (EDP)                                                                      | 77 / 720  |
|                                                                | G/EFA                                                          | Skupina Zelenih/Evropske svobodne zveze Evropska zelena stranka (EGP) Evropska svobodna zveza (EFA) Evropska piratska stranka (PPEU) Volt Evropa (Volt)                    | 53 / 720  |
|                                                                | GUE/NGL                                                        | Skupina levice v Evropskem parlamentu – GUE/NGL Stranka evropske levice (PEL) Severno zeleno levičarsko zavezništvo (NGLA) Zdaj ljudje! (NTP!) Živalska politika EU (APEU) | 46 / 720  |
|                                                                | ESN                                                            | Evropa suverenih narodov Stranka identitete in demokracije (ID) | 25 / 720  |
|                                                                | NI                                                             | Nepovezani | 32 / 720  |
|                                                                | Prosto mesto                                                   | Prosto mesto | 2 / 720   |

### Skozi mandat
| Datum                           | Politična skupina | Politična skupina | Politična skupina | Politična skupina | Politična skupina | Politična skupina | Politična skupina | Politična skupina | Politična skupina | Skupaj | Prosto | Vir         |
| Datum                           | Levica            | S&D               | G/EFA             | Renew             | EPP               | ECR               | Patriots          | ESN               | NI                | Skupaj | Prosto | Vir         |
| ------------------------------- | ----------------- | ----------------- | ----------------- | ----------------- | ----------------- | ----------------- | ----------------- | ----------------- | ----------------- | ------ | ------ | ----------- |
| Datum                           |                   |                   |                   |                   |                   |                   |                   |                   |                   | Skupaj | Prosto | Vir         |
| 16. julij 2024 (ustanovna seja) | 46                | 136               | 53                | 77                | 188               | 78                | 84                | 25                | 32                | 719    | 1      | [ 1 ] [ 2 ] |
| 23. avgust 2024                 | 46                | 135               | 53                | 77                | 188               | 78                | 84                | 25                | 32                | 718    | 2      | [ 3 ]       |
| 22. september 2024              | 46                | 136               | 53                | 77                | 188               | 78                | 83                | 25                | 32                | 718    | 2      | [ 4 ]       |

## Sestava Evropskega parlamenta

### Predsednica
Evropski poslanci so predsednika Evropskega parlamenta volili na prvi dan ustanovne seje novega sklica, 16. julija 2024. Za predsednico so vnovič izvolili Roberto Metsola.
| Kandidat                | Kandidat                | Kandidat                | Kandidat                | Št. glasov |
| ----------------------- | ----------------------- | ----------------------- | ----------------------- | ---------- |
| Roberta Metsola         | Malta                   |                         | EPP                     | 562        |
| Irene Montero           | Španija                 |                         | Levica                  | 61         |
|                         |                         |                         |                         |            |
| Oddanih glasovnic       | Oddanih glasovnic       | Oddanih glasovnic       | Oddanih glasovnic       | 699        |
| Veljavnih glasovnic     | Veljavnih glasovnic     | Veljavnih glasovnic     | Veljavnih glasovnic     | 623        |
| Neveljavnih glasovnic   | Neveljavnih glasovnic   | Neveljavnih glasovnic   | Neveljavnih glasovnic   | 76         |
| Potrebno število glasov | Potrebno število glasov | Potrebno število glasov | Potrebno število glasov | 312        |

### Podpredsedniki
|  | EPP   | Sabine Verheyen       | NEM |  | S&D    | Katarina Barley      | NEM |
|  | EPP   | Ewa Kopacz            | POL |  | S&D    | Pina Picierno        | ITA |
|  | EPP   | Esteban González Pons | ŠPA |  | S&D    | Victor Negrescu      | ROM |
|  | Renew | Sophie Wilmès         | BEL |  | S&D    | Christel Schaldemose | DAN |
|  | Renew | Martin Hojsík         | SVK |  | S&D    | Javi López           | ŠPA |
|  | ECR   | Roberts Zīle          | LAT |  | G/EFA  | Nicolae Ștefănuță    | ROM |
|  | ECR   | Antonella Sberna      | ITA |  | Levica | Younous Omarjee      | FRA |

### Stalni odbori
| Odbor                                                  | Odbor | Predsednik | Podpredsedniki |
| ------------------------------------------------------ | ----- | ---------- | -------------- |
| Zunanje zadeve                                         | AFET  | TBA        | TBA            |
| Človekove pravice (pododbor)                           | DROI  | TBA        | TBA            |
| Varnost in obramba (pododbor)                          | SEDE  | TBD        | TBD            |
| Razvoj                                                 | DEVE  | TBA        | TBA            |
| Mednaordna trgovina                                    | INTA  | TBA        | TBA            |
| Proračun                                               | BUDG  | TBA        | TBA            |
| Proračunski nadzor                                     | CONT  | TBA        | TBA            |
| Ekonomske in monetarne zadeve                          | ECON  | TBA        | TBA            |
| Davčne zadeve (pododbor)                               | FISC  | TBA        | TBA            |
| Zaposlovanje in socialne zadeve                        | EMPL  | TBA        | TBA            |
| Okolje, javno zdravje in varnost hrane                 | ENVI  | TBA        | TBA            |
| Javno zdravje (pododbor)                               | SANT  | TBA        | TBA            |
| Industrija, raziskave in energetika                    | ITRE  | TBA        | TBA            |
| Notranji trg in varstvo potrošnikov                    | IMCO  | TBA        | TBA            |
| Promet in turizem                                      | TRAN  | TBA        | TBA            |
| Regionalni razvoj                                      | REGI  | TBA        | TBA            |
| Kmetijstvo in razvoj podeželja                         | AGRI  | TBA        | TBA            |
| Ribištvo                                               | PECH  | TBA        | TBA            |
| Kultura in izobraževanje                               | CULT  | TBA        | TBA            |
| Pravne zadeve                                          | JURI  | TBA        | TBA            |
| Državljanske svoboščine, pravosodje in notranje zadeve | LIBE  | TBA        | TBA            |
| Ustavne zadeve                                         | AFCO  | TBA        | TBA            |
| Pravice žensk in enakost spolov                        | FEMM  | TBA        | TBA            |
| Peticije                                               | PETI  | TBA        | TBA            |

## Evropska komisija

### Predsednica
Evropski poslanci so predsednico Evropske komisije volili na ustanovno seje novega sklica, 18. julija 2024. Za predsednico so vnovič izvolili Ursulo von der Leyen.
| Kandidat             | Kandidat | Kandidat | Kandidat | Poslancev | Glasovalo | Večina | ZA  | PROTI | Neveljavne |
| -------------------- | -------- | -------- | -------- | --------- | --------- | ------ | --- | ----- | ---------- |
| Ursula von der Leyen | Nemčija  |          | EPP      | 719       | 707       | 360    | 401 | 284   | 15         |